# Deoclecio Redig de Campos
Deoclecio Redig de Campos (Belém, 6 marzo 1905 – Roma, 6 aprile 1989) è stato uno storico dell'arte brasiliano.

## Biografia
Figlio di un funzionario diplomatico, si trasferì in Europa, dove studiò prima in Germania, successivamente in Svizzera e infine in Italia dove si laureò a Roma in storia dell'arte, sotto la guida di Adolfo Venturi. Nel 1933 venne assunto dai Musei Vaticani, due anni dopo divenne direttore della Pinacoteca e nel 1971 assunse la direzione generale. Nel 1978 gli successe Carlo Pietrangeli.
Nella veste di direttore affidò l'incarico del restauro della Pietà di Michelangelo in seguito all'atto vandalico compiuto nel 1972 ad opera di László Tóth, al restauratore Vittorio Federici.

## Fonti
- REDIG DE CAMPOS Deoclecio (PDF), su gruppodeiromanisti.it. URL consultato il 2017.

| Controllo di autorità | VIAF (EN) 12433556 · ISNI (EN) 0000 0001 1021 2857 · SBN CUBV031835 · BAV 495/43536 · LCCN (EN) n50046098 · GND (DE) 1120524512 · BNF (FR) cb128055441 (data) · J9U (EN, HE) 987007275800405171 |